# Pirəbədil
Pirəbədil är en ort i Azerbajdzjan.   Den ligger i distriktet Şabran Rayonu, i den nordöstra delen av landet, 130 km nordväst om huvudstaden Baku. Pirəbədil ligger 510 meter över havet och antalet invånare är 834.
Terrängen runt Pirəbədil är lite bergig. Närmaste större samhälle är Divichibazar, 15,5 km öster om Pirəbədil. 
Trakten runt Pirəbədil består till största delen av jordbruksmark. Runt Pirəbədil är det ganska glesbefolkat, med 47 invånare per kvadratkilometer.